# 지휘 센터

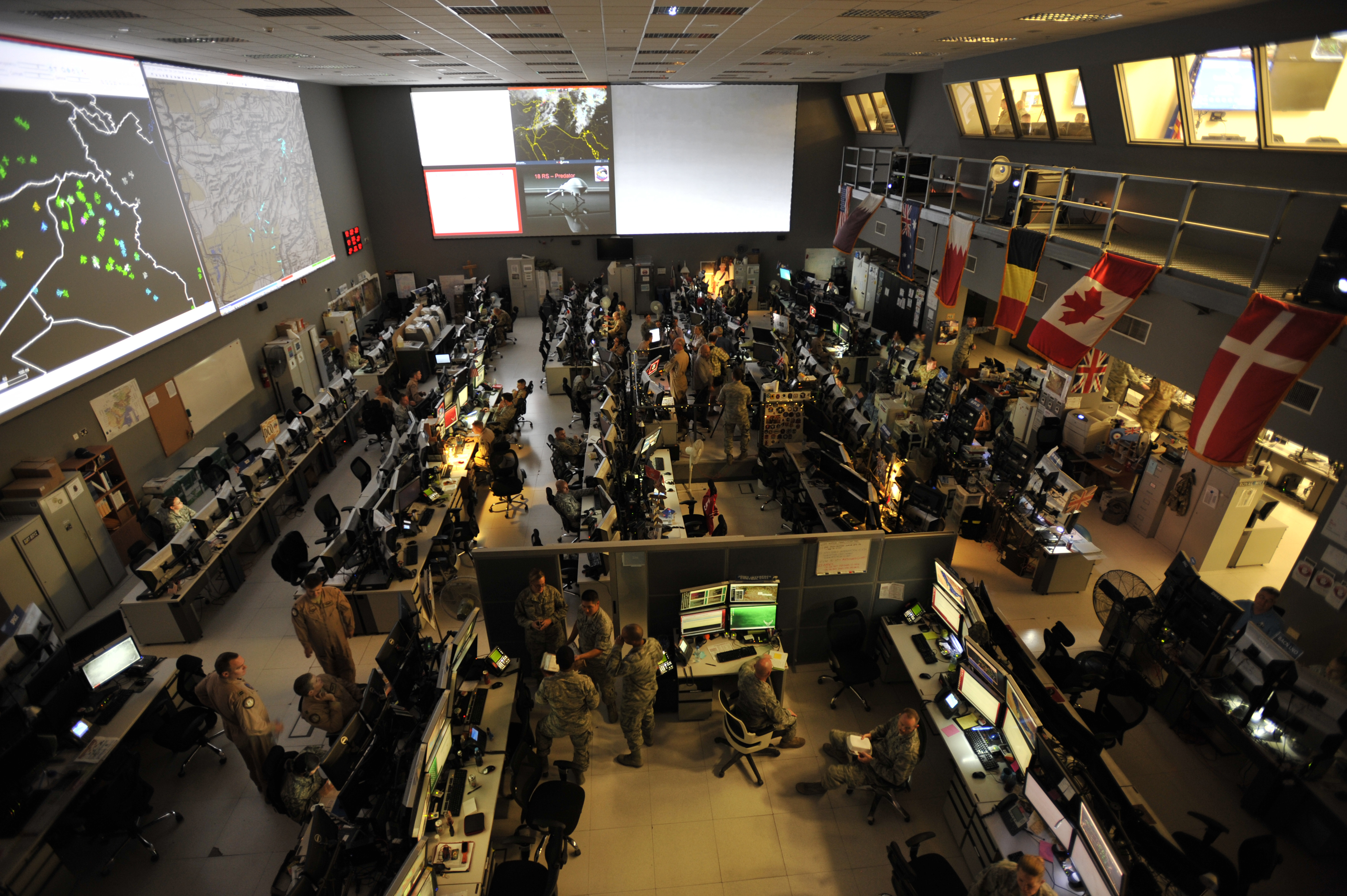
중동권 최대의 미군 기지인 카타르 알 우데이드 공군기지의 합동항공작전센터(CAOC)

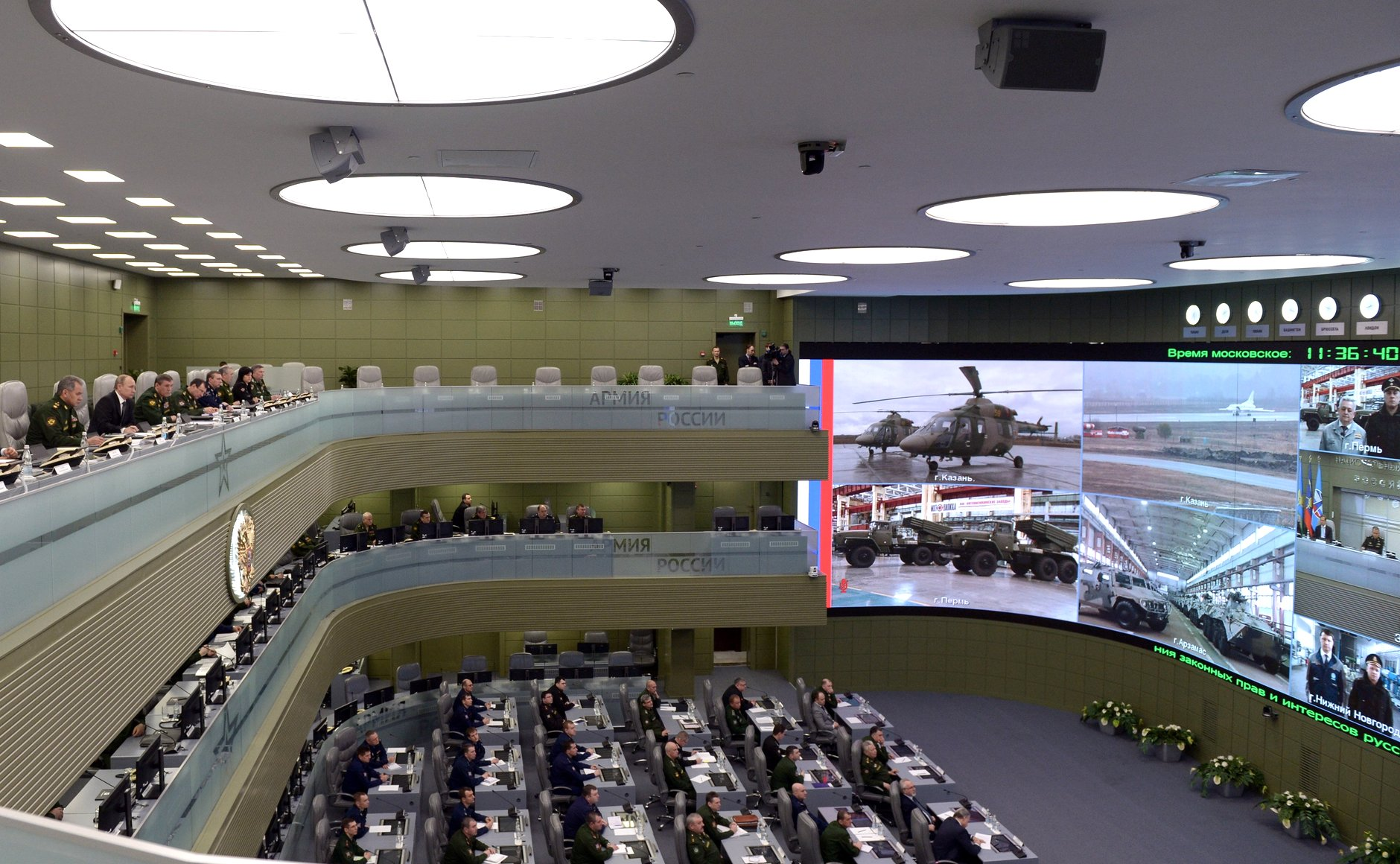
국가국방관리센터의 블라디미르 푸틴 대통령

지휘 센터(Command center)는 지휘관이 군대의 작전 수행, 임무 달성을 위하여 전력의 지휘를 하는 방으로 워룸(War room)이라고도 한다.

## 개요
군대만이 아니라 정부, 관공서, 기업에서도 지휘 센터를 설치하기도 한다. 군대에서는 지휘통제실(指揮統制室)라고도 하며 보안 유지를 위해 전자기기 반입은 금지된다.
각국마다 국방부에 지휘 센터가 있지만, 백악관, 청와대 등에도 지하에 작은 워룸이 있다. 백악관 상황실, 청와대 국가위기관리센터, 코브라 (영국) 참조.

## 같이 보기
- 항공우주작전센터
- 샤이엔 산 복합체
- B1 벙커